# Почукването
„Почукването“ (на английски: Knock at the Cabin) е американски филм на ужасите от 2023 г. на режисьора М. Найт Шаямалан, който е съсценарист със Стийв Дезмънд и Майкъл Шърман, и е базиран на книгата The Cabin at the End of the World, написана от Пол Дж. Трембли, и участват Дейв Батиста, Джонатан Гроф, Бен Олдридж, Ники Амука-Бърд, Кристен Чуи, Аби Куин и Рупърт Гринт.
Премиерата на филма се състои в Ню Йорк Сити на 30 януари 2023 г. и е пуснат по киносалоните в Съединените щати на 3 февруари 2023 г. от „Юнивърсъл Пикчърс“.

## Актьорски състав
- Дейв Батиста – Ленърд[2]
- Джонатан Гроф – Андрю[3]
- Бен Олдридж – Андрю[3]
- Ники Амука-Бърд – Адриане[4]
- Кристен Чиу – Уен
- Аби Куин – Сабрина[5]
- Рупърт Гринт – Едмънд[4]